# 松本拓也 (1980年生のサッカー選手)
松本 拓也（まつもと たくや、1980年1月25日 - ）は、千葉県出身の元サッカー選手、サッカー指導者。

## 来歴
柏レイソルユースを経て、1998年から2000年までドイツのSpVggウンターハヒンクでプレーした。
帰国後、川崎フロンターレユースでGKコーチを務め、2007年から古巣の柏レイソルのアカデミーでGKコーチを務めた。2015年より、トップチームのGKコーチに就任した。
2020年より、大宮アルディージャのGKコーチに就任。
2023年より、SC相模原のGKコーチ兼ヘッドオブGKコーチに就任した。
2025年より、ヴィッセル神戸のアシスタントGKコーチ兼GKコーチコーディネーターに就任した。

## 所属クラブ
- 1996年 - 1997年  千葉県立船橋芝山高等学校
- 1998年  柏レイソルユース
- 1998年 - 1999年  SpVggウンターハヒンクユース
- 1999年 - 2000年  SpVggウンターハヒンク

## 指導歴
- 2000年 - 2006年  川崎フロンターレユース GKコーチ
- 2007年 - 2019年  柏レイソル
  - 2007年 - 2011年 U-18 GKコーチ
  - 2011年 - 2014年 アカデミー GKコーチ
  - 2015年 - 2018年5月 トップチーム GKコーチ
  - 2018年5月 - 同年7月、2019年6月 - 同年12月 アカデミー GKコーチ
    - 2018年7月 - 2019年5月  1.FCカイザースラウテルンにて研修 (JFA・Jリーグ協働プログラム)
- 2020年 - 2022年  大宮アルディージャ GKコーチ
- 2023年  SC相模原 GKコーチ兼ヘッドオブGKコーチ
- 2025年 -  ヴィッセル神戸 アシスタントGKコーチ兼GKコーチコーディネーター